# آنا گایسلرووا
آنا گایسلرووا (چکی: Anna Geislerová؛ زادهٔ ۱۷ آوریل ۱۹۷۶) بازیگر اهل جمهوری چک است.
از فیلم‌هایی که وی در آن نقش داشته است، می‌توان به اصل لذت، ماه عسل، کارت شناسایی، چیزی شبیه خوشبختی، استخر و انتروپوید اشاره کرد.